# L・V・プラサード
L・V・プラサード（L. V. Prasad、1908年1月17日 - 1994年6月22日）は、インドの映画監督、映画プロデューサー、撮影監督、俳優、実業家。インド映画のパイオニアの一人であり、インド映画の最高賞ダーダーサーヘブ・パールケー賞を受賞している。1980年にはテルグ語映画への貢献を認められ、ラグパティ・ヴェンカイアー賞を受賞した。1956年に企業団体プラサード・グループ（プラサード・アート・ピクチャーズ、プラサード・スタジオ、プラサード・ラージ・スクリーン（プラサードIMAX）、L・V・プラサード・アイ研究所）を立ち上げた。
1980年開催の第27回国家映画賞では選考委員長、1981年開催の第8回インド国際映画祭ではインド・パノラマ部門選考委員長を務めた。また、1981年11月にマドラスで開催された国際児童映画祭の審査委員長も務めている。1982年から1983年にかけて南インド映画商業会議所議長、1980年から1987年にかけて映画検定委員を務め、インド映画連盟の幹部も務めていた。2006年には彼の業績を称えた記念切手が発行された。
インド映画史上初めて3言語の映画（ヒンディー語映画『アーラム・アーラー』、テルグ語映画『Bhakta Prahlada』、タミル語映画『Kalidas』）に出演した俳優でもある。

## 生い立ち
現在のアーンドラ・プラデーシュ州エールール・ソマヴァラパドゥ村で農業を営むアッキネーニ・スリラムルとアッキネーニ・バサヴァンマの次男として生まれる。プラサードは溺愛されて育ったが、演劇には興味を持たなかった。1924年に母方の叔父の娘サウンダリヤ・マノハランマと結婚し、娘をもうける。プラサードの父は借金苦に陥り破産を余儀なくされ、それを機にプラサードは映画業界に関心を抱くようになる。

## キャリア

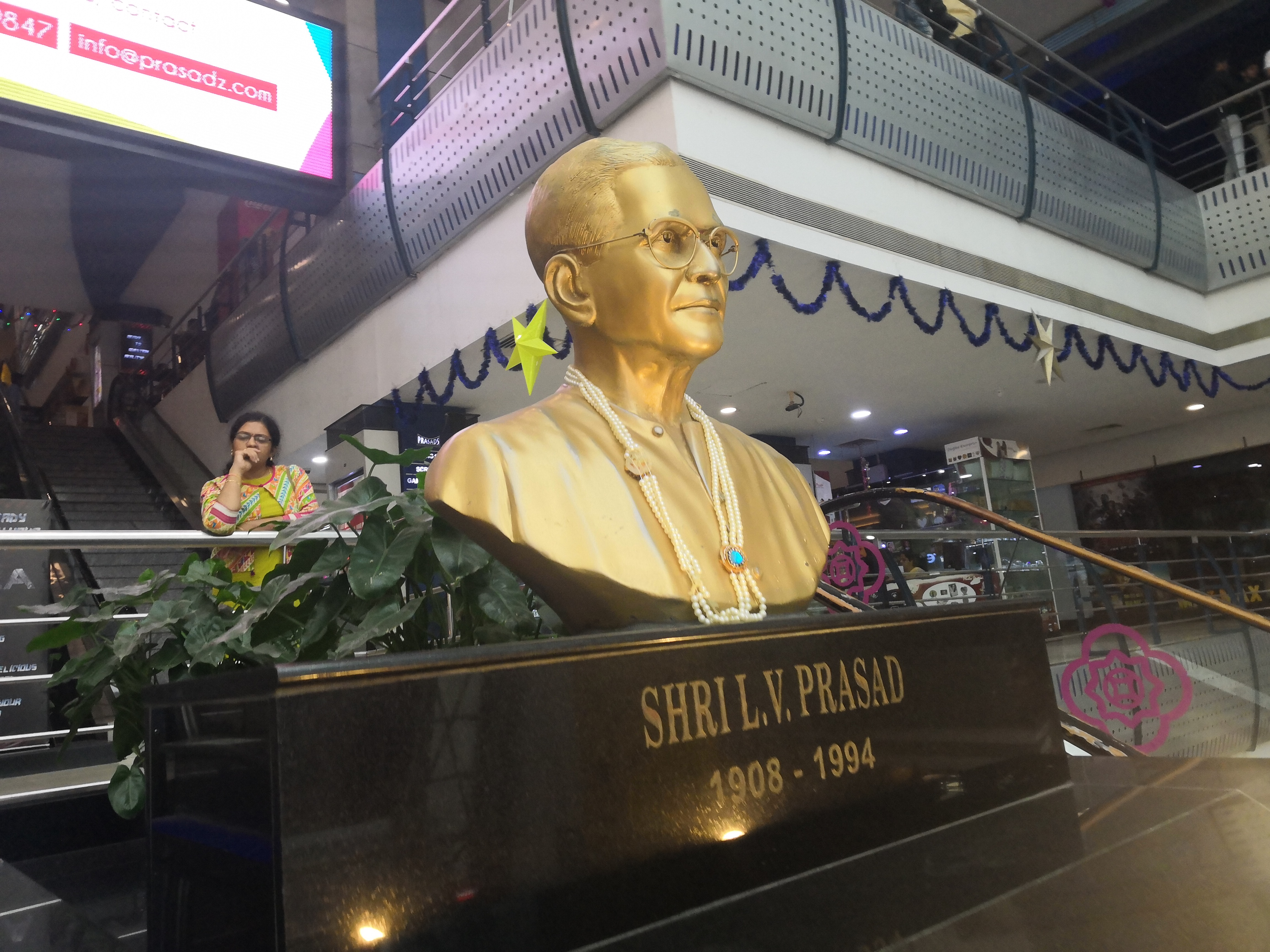
L・V・プラサードの胸像

ヴィーナス・フィルム・カンパニーに就職し、アクタル・ナワーズが監督を務めたサイレント映画『Star of the East』に端役で出演している。1931年にインド初のトーキー映画『アーラム・アーラー』に出演し、その後いくつかの映画で端役を演じる中で映画監督・プロデューサーのH・M・レッディと出会い、彼の製作した『Kalidas』『Bhakta Prahlada』に起用された。このころ、プラサードは一旦故郷に帰り、妻子を連れてボンベイに戻った。ボンベイに戻った後、息子アナンドとラメシュをもうけた。
その後、アリ・シャーの監督映画『Kamar-Al–Zaman』で助監督を務める機会に恵まれる。その際、プラサードはスタッフから本名「アッキネーニ・ラクシュミ・ヴァーラー・プラサード・ラオ」がスタッフロールにクレジットするには長過ぎると指摘されたことをきっかけに、「L・V・プラサード」の名義を使用するようになった。プラサードはタントラ・スブラマニアムから『Kashta Jeevi』のプロダクション・スーパーバイザーと助監督に起用されたが、映画はフィルム缶3本分撮影したところで製作中止となった。俳優業から遠ざかったプラサードは複数の映画で助監督を務めた後、プリトヴィラージ・カプールとのコネクションを活かしてプリトヴィ劇場に参加し、演技への情熱を満たしていた。この時期に彼はラージ・カプール（プラサード監督映画『Sharada』の主演俳優）と出会っている。
1943年に助監督として『Gruha Pravesam』に参加するが、事情により監督を務めることになり、同時に主演も務めることになった。その後、『Drohi』でK・S・プラカサ・ラオに主要キャストとして起用された。1947年公開の『Palnati Yuddham』では、体調不良で製作への参加が不可能となったグーダバーリ・ラーマブラーマムに代わり監督を務めた。1949年に『Mana Desam』で監督を務め、同作には後にテルグ語映画のスター俳優となるN・T・ラーマ・ラオが端役で出演している。
1950年にヴィジャヤ・ヴァヒニ・スタジオの第1作製作映画『Shavukaru』の監督に起用された。同年に監督を務めた『Samsaram』ではテルグ語映画の2大スター俳優のN・T・ラーマ・ラオとアッキネーニ・ナゲシュワラ・ラオを起用し、興行的な成功を収めた。同作で描いた社会ドラマは後年の映画製作者が製作する映画のモデルとなるテーマを確立した。その後、プラサードはジュピター・フィルムと契約し、シヴァージ・ガネーサン主演で『Manohara』を監督した。1956年にはダサリ・ヨーガナンドを監督に起用し、『Ilavelpu』で初めてプロデューサーを務めた。プラサードはこの直後に映画製作会社プラサード・プロダクションを設立した。また、1974年には学位を取得してアメリカから帰国した次男ラメシュが、プラサード・フィルム・ラボを設立している。

## 受賞歴
国家映画賞
- タミル語長編映画賞（英語版）：Mangaiyar Thilakam（1956年）
- テルグ語長編映画賞（英語版）：Bharya Bhartalu（1962年）
- ダーダーサーヘブ・パールケー賞（1982年）

ナンディ賞
- ラグパティ・ヴェンカイアー賞（1980年）

フィルムフェア賞 南インド映画部門
- 生涯功労賞（英語版）（1992年）[11]